# Chunchanur, Ramdurg
Chunchanur là một làng thuộc tehsil Ramdurg, huyện Belgaum, bang Karnataka, Ấn Độ.